# TV Graciosa
TV Graciosa foi uma emissora de televisão em Palmas, capital do Estado do Tocantins. Entrou no ar em caráter definitivo em 24 de outubro de 2016. Estreou como afiliada da RedeTV! e deixou a afiliação em dezembro do mesmo ano, passando a retransmitir a TV Gazeta de São Paulo, e depois, em março de 2017, passando a retransmitir a TV Cultura. A transmissão foi encerrada em 15 de agosto de 2018, data do desligamento analógico em Palmas. Após muito tempo fora do ar, a TV Cultura optou por assinar acordo para voltar a ser transmitida pela TVE Tocantins.